# Marteinn Geirsson
Marteinn Geirsson (ur. 11 lutego 1951) – piłkarz islandzki grający na pozycji obrońcy. W swojej karierze rozegrał 67 meczów w reprezentacji Islandii i strzelił w nich 5 goli. Jest ojcem Pétura Marteinssona, także piłkarza i reprezentanta Islandii.

## Kariera klubowa
Swoją karierę piłkarską Geirsson rozpoczął w klubie Fram. W 1969 roku awansował do kadry pierwszego zespołu i w tamtym roku zadebiutował w jego barwach w pierwszej lidze islandzkiej. W 1970 roku osiągnął swój pierwszy sukces w karierze, gdy zdobył Puchar Islandii. W 1972 roku wywalczył z Framem tytuł mistrza Islandii, a w 1973 roku ponownie sięgnął po krajowy puchar.
W 1976 roku Geirsson odszedł do belgijskiego Royale Union Saint-Gilloise. Występował w nim przez dwa sezony i w 1978 roku wrócił do Framu Reykjavík. W latach 1979 i 1980 zdobył z nim dwa Puchary Islandii, a w 1984 roku zakończył swoją karierę piłkarską.

## Kariera reprezentacyjna
W reprezentacji Islandii Geirsson zadebiutował 26 maja 1971 roku w przegranym 1:3 towarzyskim meczu z Norwegią, rozegranym w Bergen. W swojej karierze grał w: eliminacjach do MŚ 1974, Euro 76, MŚ 1978, Euro 80, MŚ 1982 i Euro 84. Od 1971 do 1982 roku rozegrał w kadrze narodowej 67 meczów i strzelił w nich 8 goli.